# (15841) Yamaguchi
(15841) Yamaguchi (1995 OX) – planetoida z grupy pasa głównego asteroid okrążająca Słońce w ciągu 5,56 lat w średniej odległości 3,14 j.a. Odkryta 27 lipca 1995 roku.